# حاجی‌آباد بزازی
حاجی‌آباد بزازی، روستایی در دهستان حکم آباد بخش عطاملک شهرستان جوین استان خراسان رضوی ایران است.

## جمعیت
بر پایه سرشماری عمومی نفوس و مسکن در سال ۱۳۹۵ جمعیت این مکان ۱۹۶ نفر (۵۹خانوار) بوده‌است.